# Autoconsciència
En la filosofia del jo, l'autoconsciència és l'experiència de la pròpia personalitat o individualitat. No s'ha de confondre amb la consciència en el sentit de qualia. Mentre la consciència és ser conscient del propi cos i l'entorn, l'autoconsciència és el reconeixement d'aquesta consciència. L'autoconsciència és com un individu experimenta i entén el seu propi caràcter, sentiments, motius i desitjos.

## Biologia

### Neurones mirall
Els investigadors estan investigant quina part del cervell permet que les persones tinguin consciència d'elles mateixes i com les persones estan programades biològicament per tenir consciència d'elles mateixes. VS Ramachandran especula que les neurones mirall poden proporcionar la base neurològica de l'autoconsciència humana. En un assaig escrit per a la Fundació Edge l'any 2009, Ramachandran va oferir aquesta explicació de la seva teoria: "[A]questes neurones no només poden ajudar a simular el comportament de les altres persones, sinó que també es poden 'girar cap a dins', per dir-ho així, per crear representacions de segon ordre o meta-representacions dels teus propis processos cerebrals anteriors. Aquesta podria ser la base neuronal de la introspecció i de la reciprocitat de la consciència pròpia i de la dels altres. Però... el punt principal és que ambdós processos van evolucionar conjuntament, enriquint-se mútuament per crear la representació madura del jo que caracteritza els humans moderns."

### Cos
La (auto)consciència corporal està relacionada amb la propiocepció i la visualització. En salut i medicina, la consciència corporal es refereix a la capacitat d'una persona per centrar-se en diverses sensacions internes amb precisió. Tant la propiocepció com la interocepció permeten que els individus siguin conscients de múltiples sensacions. La propiocepció permet als individus i als pacients centrar-se en les sensacions dels músculs i les articulacions, la postura i l'equilibri, mentre que la interocepció s'utilitza per determinar sensacions dels òrgans interns, com ara la fluctuació del batec del cor, la respiració, el dolor pulmonar o la sacietat. La consciència corporal excessiva, la consciència corporal subaguda i la consciència corporal distorsionada són símptomes presents en una varietat de trastorns i condicions de salut, com ara l'obesitat, l'anorèxia nerviosa i el dolor articular crònic. Per exemple, hi ha una percepció distorsionada de la sacietat en un pacient que pateix anorèxia nerviosa.

## Psicologia
L'autoconsciència s'ha anomenat "sens dubte el tema més fonamental de la psicologia, tant des d'una perspectiva evolutiva com des d'una perspectiva evolutiva".
La teoria de l'autoconsciència, desenvolupada per Duval i Wicklund en el seu llibre històric de 1972 A theory of objective self awareness, afirma que quan ens centrem en nosaltres mateixos, avaluem i comparem el nostre comportament actual amb els nostres estàndards i valors interns. Això provoca un estat d'autoconeixement objectiu. Ens tornem conscients de nosaltres mateixos com a avaluadors objectius de nosaltres mateixos. L'autoconsciència no s'ha de confondre amb la consciència de si mateix. Diversos estats emocionals s'intensifiquen amb l'autoconsciència. No obstant això, algunes persones poden intentar millorar la seva autoconsciència a través d'aquests canals. Quan les persones es tornen més conscients de si mateixes, tenen més probabilitats d'alinear el seu comportament amb els seus estàndards personals. Si no aconsegueixen complir aquests estàndards, poden experimentar efectes negatius. Diversos estímuls i situacions ambientals poden induir la consciència d'un mateix, com ara la presència de miralls, un públic o ser enregistrats en àudio o vídeo. Aquests indicis també poden augmentar la precisió de la memòria personal.
En una de les teories neopiagetianes del desenvolupament cognitiu d'Andreas Demetriou, l'autoconsciència es desenvolupa sistemàticament des del naixement fins al llarg de la vida i processos inferencials generals. La consciència d'un mateix sobre els processos cognitius contribueix a la intel·ligència general a la par  funcions d'eficiència de processament, com ara la memòria de treball, la velocitat de processament i el raonament.
La teoria de l'autoeficàcia d'Albert Bandura descriu "la creença en les pròpies capacitats per organitzar i executar els cursos d'acció necessaris per gestionar situacions potencials". La creença d'una persona en la seva capacitat per tenir èxit estableix l'escenari per a com pensa, es comporta i se sent. Algú amb una forta autoeficàcia, per exemple, veu els reptes com a tasques a realitzar i no es desanima fàcilment pels contratemps. Aquesta persona reconeix tant els seus defectes com les seves habilitats i decideix aprofitar aquestes qualitats al màxim de les seves capacitats. En canvi, algú amb una baixa percepció de la seva autoeficàcia tendeix a evitar els reptes i es desanima fàcilment davant les dificultats. Pot ser que no siguin plenament conscients d'aquestes respostes negatives, fet que impedeix que se'ls plantegi la necessitat de canviar la seva actitud. Aquest concepte és fonamental en la teoria cognitiva social de Bandura, que subratlla la importància de l'aprenentatge per observació, l'experiència social i el determinisme recíproc en el desenvolupament de la personalitat..

## Desenvolupament humà

### Etapes de desenvolupament
Els individus prenen consciència de si mateixos mitjançant el desenvolupament de l'autoconsciència. Aquest tipus particular d'autodesenvolupament es refereix a prendre consciència del propi cos i del seu estat d'ànim, inclosos els pensaments, les accions, les idees, els sentiments i les interaccions amb els altres. "L'autoconeixement no es produeix de sobte a través d'un comportament en particular: es desenvolupa gradualment a través d'una successió de diferents comportaments, tots relacionats amb el jo". El seguiment dels propis estats mentals s'anomena metacognició i es considera un indicador que hi ha algun concepte del jo.
Segons Philippe Rochat, hi ha cinc nivells d'autoconsciència que es desenvolupen en el desenvolupament humà primerenc i sis perspectives potencials que van des del "Nivell 0" (que no té consciència d'un mateix) avançant en la complexitat fins al "Nivell 5" (autoconsciència explícita):
- Nivell 0: confusió: la persona no és conscient de cap reflex d'un mirall ni de la pròpia reflexió; perceben una imatge mirall com una extensió del seu entorn.

- Nivell 1: diferenciació: l'individu s'adona que el mirall és capaç de reflectir les coses. Veuen que el que hi ha al mirall és d'una naturalesa diferent del que els envolta. En aquest nivell poden diferenciar entre el seu propi moviment al mirall i el moviment de l'entorn circumdant.

- Nivell 2: situació: l'individu pot vincular els moviments del mirall amb allò que es percep dins del seu propi cos.

- Nivell 3: identificació : ara un individu pot veure que el que hi ha al mirall no és una altra persona, sinó que en realitat és ella.

- Nivell 4: permanència: l'individu és capaç d'identificar-se en imatges anteriors amb un aspecte diferent o més jove. Ara s'experimenta un "jo permanent".

- Nivell 5: consciència de si mateix o autoconsciència "meta": en aquest nivell no només es veu el jo des d'una visió en primera persona, sinó que s'adona que també es veu des de la visió d'una tercera persona. Una persona que desenvolupa l'autoconsciència comença a entendre que pot estar a la ment dels altres: per exemple, com es veu des d'un punt de vista públic.

### Infància i primera infància
Quan un nen humà ve al món, no té cap concepte del que l'envolta, ni del significat dels altres que l'envolten. :46Al principi "l'infant no pot reconèixer la seva pròpia cara". Amb només uns mesos, els nadons coneixen la relació entre la informació propioceptiva i visual que reben. Això s'anomena "autoconeixement en primera persona".
Quan un nen mitjà arriba als 18-24 mesos, es descobreix a si mateix i reconeix el seu propi reflex al mirall, però l'edat exacta varia segons els diferents nivells socioeconòmics i les diferències relacionades amb la cultura i la criança dels pares. Els que arriben a aquest nivell de consciència reconeixen que es veuen a si mateixos, per exemple, veient brutícia a la cara en el reflex i després tocant-se la cara per netejar-la. Poc després que els nens petits prenguin consciència reflexiva d'ells mateixos, comencen a reconèixer els seus cossos com a objectes físics en el temps i l'espai que interactuen i afecten altres objectes. Per exemple, un nen petit posat sobre una manta, quan se li demana que l'entregui a algú, reconeixerà que s'ha de baixar d'ella per poder aixecar-la. Aquesta és l'etapa final de l'autoconsciència corporal i s'anomena autoconsciència objectiva.
Als 18 mesos d'edat, un nadó pot comunicar el seu nom als altres i, quan se'ls mostra una imatge on es troba, es pot identificar. Als dos anys també acostumen a adquirir categories de gènere i categories d'edat, dient coses com "sóc una nena, no un nen" i "sóc un nadó o un nen, no un gran". A mesura que un nadó passa a la infància mitjana i posteriorment a l'adolescència, desenvolupa nivells més avançats d'autoconeixement i autodescripció. Als 24 mesos, el nen observarà i relacionarà les seves pròpies accions amb les accions d'altres persones i l'entorn que l'envolta.
Com a nens en edat preescolar, comencen a donar detalls molt més específics sobre les coses, en lloc de generalitzar. A aquesta edat,  el nen es troba en el que Jean Piaget anomena l'etapa preoperacional del desenvolupament. L'infant és molt inexacte a l'hora de jutjar-se a si mateix. Per exemple, un nen en aquesta etapa no associarà que és fort amb la seva capacitat per creuar el gimnàs de la selva a la seva escola, ni associarà el fet que pugui resoldre un problema de matemàtiques amb la seva capacitat de comptar.
Al voltant de l'edat escolar, la consciència d'un nen sobre la seva memòria es transforma en una consciència més plena de si mateix. En aquesta fase, el nen comença a desenvolupar els seus interessos, preferències i aversions. Aquesta transició facilita el creixement de la consciència d'una persona sobre el seu passat, present i futur, ja que les experiències conscients es recorden amb més freqüència i claredat.

### L'adolescència
Un pren consciència de les pròpies emocions durant l'adolescència. La majoria dels nens són conscients d'emocions com la vergonya, la culpa, l'orgull i la vergonya als dos anys, però no entenen del tot com aquestes emocions afecten la seva vida. Als 13 anys, els nens es posen més en contacte amb aquestes emocions i comencen a aplicar-les a les seves vides. Molts adolescents mostren felicitat i confiança en si mateixos al voltant dels amics, però desesperança i ira al voltant dels pares a causa de la por de ser una decepció. Els adolescents poden sentir-se intel·ligents i creatius amb els professors, mentre que poden sentir-se tímids, incòmodes i nerviosos amb persones que no coneixen.
A mesura que els nens arriben a l'adolescència, el seu sentiment agut de l'emoció s'ha ampliat fins a un estat metacognitiu en el qual els problemes de salut mental poden ser més freqüents a causa d'un major desenvolupament emocional i social. L'entrenament d'autoconeixement pot reduir els problemes de gestió de la ira i reduir les tendències agressives en els adolescents.
En el desenvolupament de l'adolescent, l'autoconeixement té un context emocional més complex que en la fase de la primera infància. Els elements poden incloure la imatge d'un mateix, l'autoconcepte i la consciència de si mateix entre altres trets que es relacionen amb el nivell final d'autoconsciència de Rochat, però l'autoconsciència continua sent un concepte diferent.

## Mesurament
Hi ha dos mètodes comuns per mesurar la gravetat de la manca d'autoconeixement d'un individu. Un d'aquests és l'escala de valoració de la competència del pacient (PCRS), que s'utilitza per avaluar l'autoconsciència en pacients que han patit una lesió cerebral traumàtica. El PCRS és un instrument d'autoinforme de 30 ítems que demana al subjecte que utilitzi una escala Likert de 5 punts per avaluar el grau de dificultat que experimenta en diverses tasques i funcions. De manera independent, també es demana als familiars o persones properes que coneixen bé el pacient que puntuin aquest en cadascun dels mateixos ítems de comportament. La diferència entre les percepcions dels familiars i les del pacient s'interpreta com una mesura indirecta del deteriorament de l'autoconeixement. No obstant això, una limitació d'aquest experiment es troba en les respostes dels familiars, que poden introduir un biaix. Aquest problema va motivar l'ús d'un segon mètode per avaluar l'autoconsciència d'un pacient: simplement preguntar-li per què es troba a l'hospital o què li passa al seu cos pot oferir respostes reveladores sobre com es percep a si mateix i què està analitzant.

## Trastorns

### Anosognosia
El terme mèdic per referir-se a la incapacitat de ser conscient dels propis dèficits és anosognòsia, també conegut com a manca de comprensió. La manca de consciència d'un mateix augmenta el risc de no complir amb el tractament i de no seguir els serveis mèdics adequadament. Una àmplia varietat de trastorns estan associats amb l'anosognòsia. Per exemple, els pacients que són cecs a causa de lesions corticals poden no ser conscients de la seva ceguesa i afirmar que no tenen cap alteració visual. De manera similar, les persones amb afàsia poden no adonar-se de determinats errors en la seva parla. Aquesta manca de consciència dels propis dèficits és una característica clau de l'anosognòsia en diverses condicions neurològiques.

### Trastorn de l'espectre autista

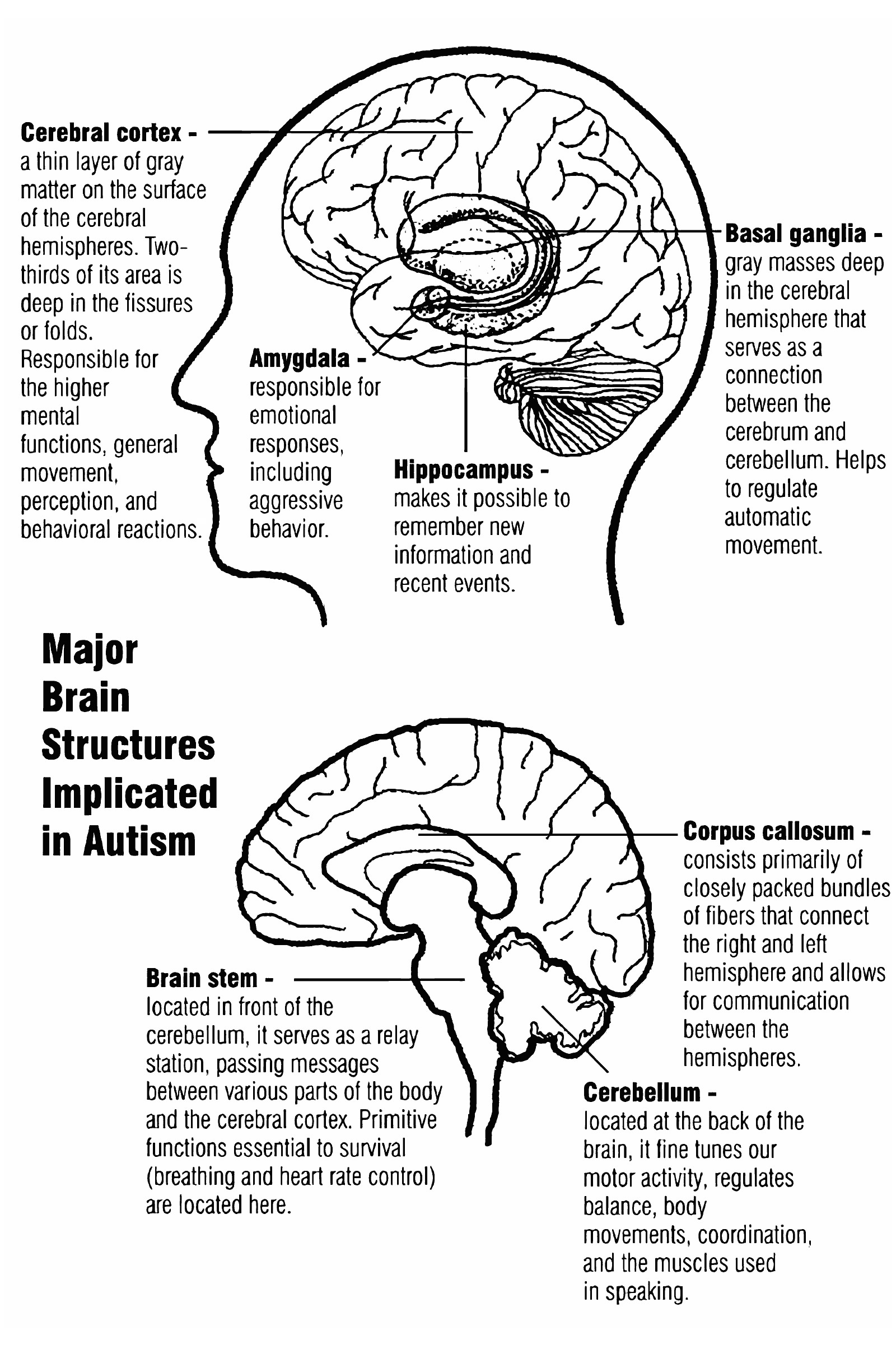
Principals estructures cerebrals implicades en l'autisme

Un estudi del 2008 va suggerir que l'autoconsciència en individus autistes manca principalment en situacions socials, però quan són en privat són més conscients i presents. És en companyia dels altres mentre participen en la interacció interpersonal que el mecanisme d'autoconsciència sembla fallar. Les persones amb un funcionament superior a l'escala del trastorn de l'espectre autista han informat que són més conscients de si mateixes quan estan soles, tret que estiguin en sobrecàrrega sensorial o immediatament després de l'exposició social. L'autoconsciència es dissipa quan un autista s'enfronta a una situació social exigent, possiblement a causa del sistema inhibidor conductual que és responsable de l'autoconservació. Un estudi de 2012 sobre individus amb síndrome d'Asperger "va demostrar un deteriorament en els dominis "un mateix com a objecte" i "un mateix com a subjecte" de l'entrevista d'autocomprensió".

### Esquizofrènia
L'esquizofrènia com a estat de malaltia es caracteritza per una disfunció cognitiva severa i és incert fins a quin punt els pacients són conscients d'aquesta deficiència. Medalia i Lim (2004) van investigar la consciència dels pacients del seu dèficit cognitiu en les àrees d'atenció, memòria no verbal i memòria verbal. Els resultats d'aquest estudi (N = 185) van revelar una gran discrepància en l'avaluació dels pacients del seu funcionament cognitiu en relació amb l'avaluació dels seus metges. Tot i que és impossible accedir a la pròpia consciència i entendre realment el que creu un esquizofrènic, independentment d'aquest estudi, els pacients no eren conscients del seu raonament cognitiu disfuncional.
Un estudi realitzat l'any 1993 suggereix que hi ha una correlació entre la visió del pacient, el compliment del tractament i la progressió de la malaltia. Els pacients amb problemes de visió presenten menys probabilitats de seguir adequadament el tractament i tenen més risc d'un pronòstic desfavorable. A més, els pacients que experimenten al·lucinacions poden presentar símptomes positius, com ara deliris de referència, inserció o retirada del pensament, difusió del pensament, així com deliris de persecució i grandiositat.

## Animals no humans

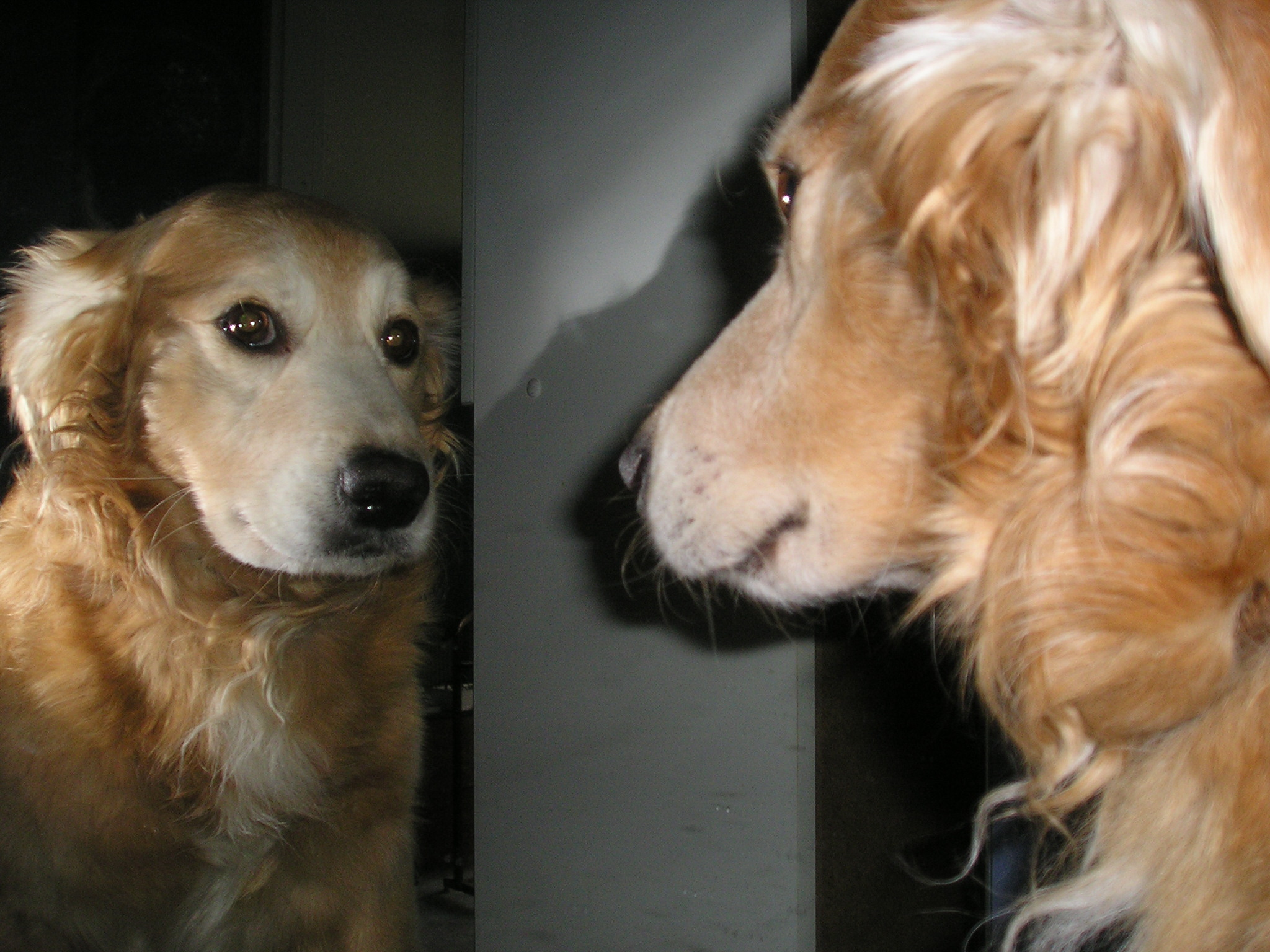
La prova del mirall és una mesura senzilla d'autoconeixement.

S'han fet "proves del mirall" en ximpanzés, elefants, dofins i garses. Durant la prova, l'experimentador busca que els animals passin per quatre etapes:
1. resposta social (comportar-se davant la reflexió com ho farien amb un altre animal de la seva espècie)
2. inspecció física del mirall
3. comportament de prova de mirall repetitiu, i
4. la prova de marca, que consisteix en el fet que els animals toquen espontàniament una marca al seu cos que hauria estat difícil de veure sense el mirall

La tècnica de la taca vermella, creada per Gordon G. Gallup, estudia l'autoconsciència en primats. Aquesta tècnica col·loca una taca vermella inodora al front d'un primat anestesiat. La taca es col·loca al front de manera que només es pot veure a través d'un mirall. Una vegada que el primat es desperta, s'observen els seus moviments independents cap al lloc després de veure el seu reflex en un mirall.
David DeGrazia identifica tres tipus d'autoconsciència que els animals poden compartir amb els humans. L'autoconsciència corporal permet als animals entendre que són diferents de la resta de l'entorn. Explica per què els animals no es mengen ells mateixos. La consciència corporal també inclou la propiocepció i la sensació. L'autoconsciència social, vista en animals altament socials, permet als animals interactuar entre ells. L'autoconsciència introspectiva és com els animals poden sentir sentiments, desitjos i creences.

### Simis
Els ximpanzés i altres simis, espècies àmpliament estudiades, són els més semblants als humans, amb les troballes més convincents i l'evidència directa de l'autoconsciència en els animals. Durant la tècnica de la taca vermella, després de mirar-se al mirall, els ximpanzés utilitzaven els dits per tocar el punt vermell del front i, després de tocar-lo, oloraven la punta dels dits. "Els animals que es poden reconèixer als miralls es poden concebre", diu Gallup.

### Dofins
Els dofins van ser sotmesos a una prova similar i van aconseguir els mateixos resultats. Diana Reiss, una psicobiòloga de l'Aquari de Nova York, va descobrir que els dofins mulars es poden reconèixer als miralls.

### Els elefants
En un estudi del 2006, un elefant de cada tres va passar la prova del mirall. 

### Garras
Els investigadors també van utilitzar les proves de marca o mirall per estudiar l'autoconsciència de la garsa. Com que la majoria dels ocells són cecs per sota del bec, Prior et al. marcava el coll dels ocells amb tres colors diferents: vermell, groc i negre (a manera d'imitació, ja que les garses són originalment negres). Quan es van col·locar davant d'un mirall, els ocells amb taques vermelles i grogues van començar a gratar-se al coll, indicant la comprensió d'alguna cosa diferent al seu cos. Durant un assaig amb un mirall i una marca, tres de les cinc garses van mostrar almenys un exemple de comportament autodirigit. Les garses van explorar el mirall movent-se cap a ell i mirant-hi darrere. Una de les garses, Harvey, durant diverses proves recollia objectes, posava, feia bateig d'ales, tot davant del mirall amb els objectes al bec. Això representa una sensació d'autoconeixement; saber què passa dins d'ell i en el present. Els autors suggereixen que l'auto-reconeixement en aus i mamífers pot ser un cas d'evolució convergent, on pressions evolutives similars donen lloc a comportaments o trets similars, tot i que hi arriben per vies diferents.
Al judici es van produir algunes lleus aparicions de comportament envers el propi cos de la garsa amb la marca negra i el mirall. Els autors d'aquest estudi suggereixen que la marca negra podria haver estat lleugerament visible a les plomes negres. "Aquest és un suport indirecte per a la interpretació que el comportament cap a la regió de la marca es va provocar en veure el propi cos al mirall juntament amb un punt inusual del cos".
Hi havia un clar contrast entre els comportaments de les garses quan hi havia un mirall present versus absent. En les proves sense mirall, es va canviar una placa grisa no reflectant amb la mateixa mida i posició que el mirall. No hi va haver cap comportament autodirigit a la marca quan la marca estava present, en color o en negre. Els resultats mostren que les garses entenen que una imatge mirall representa el seu propi cos; les garses tenen consciència d'elles mateixes.

## Altres usos

### Plantes
L'autodiscriminació de les plantes es troba dins de les seves arrels, vrilles i flors que s'eviten a si mateixes però no als altres del seu entorn.

### Ciència-ficció
A la ciència-ficció, l'autoconsciència descriu una propietat humana essencial que sovint (segons les circumstàncies de la història) atorga la personalitat a un no humà. Si un ordinador, alienígena o un altre objecte es descriu com a "conscient de si mateix", el lector pot suposar que serà tractat com un personatge completament humà, amb drets, capacitats i desitjos similars als d'un ésser humà normal. Les paraules " sentiència ", " sapiència " i " consciència " s'utilitzen de manera similar a la ciència-ficció.

### Autoconeixement col·lectiu
A més de l'autoconeixement vist com una capacitat personal, el mateix terme es pot aplicar a l'autoconeixement de grups o organitzacions. Steffens et al. tingueu en compte la "importància de les dimensions tant personals com col·lectives de l'individualisme" a l'hora de mirar el lideratge. El papa Pau VI, en la seva primera carta encíclica, Ecclesiam Suam (1964), es refereix a "una major consciència de si mateix per part de l'Església [catòlica] " com a requisit fonamental per garantir la supervivència de l'Església amb una missió clara davant el context secular canviant en què va operar.

### Robòtica
Per tal de ser "conscients d'ells mateixos", els robots poden utilitzar models interns per simular les seves pròpies accions.